# Хейзельберг, Николай
Николай Хейзельберг (дат. Nicolai Heiselberg; род. 2005)  —  датский спидвейный гонщик, член национальной сборной.
Вышел в 2022 году в финал личного юниорского чемпионата Европы по спидвею 
Выступал в Датской лиге спидвея за Регион Варде Элит Спорт (в 2022-2023 годах).
В 2023 году был включен в состав сборной Дании менеджером команды Ники Педерсеном.